# Popeștii de Sus
Popeștii de Sus – wieś w Rumunii, w okręgu Alba, w gminie Vadu Moților. W 2011 roku liczyła 124 mieszkańców.